# Стадии на детското развитие
Стадиите на детското развитие  описват етапите от развитието на детето. Предложени са много модели, използвани като работни концепции и в някои случаи са определени като нативистични теории. Настоящата статия предлага общ модел на основата на най-широко обоснованите етапи от развитието на детето.

## Преглед на двигателното, речево, зрително и слухово развитие
| Години        | Двигателно | Речево                                                            | Зрение и слух | Допълнителни бележки |
| ------------- | --- | ----------------------------------------------------------------- | --- | --- |
| 4 – 6 седмици | Когато е държано изправено, си държи главата стабилно и изправена. |                                                                   | | Усмихва се на родителите |
| 6 – 8 седмици | | Вокализира (издава подобни на гласни звуци)                       | Фокусира се върху предмети и върху родители.                                                                                 | |
| 3 месеца      | Лежане по очи: главата се задържа нагоре за продължителни периоди. Няма хватателен рефлекс. | Издава гласни звуци                                               | Следва закачени играчки от страна до страна. Обръща глава по посока на звука. Следва погледа на родителя (взаимно внимание). | Издава на моменти ясно пищене. Различава усмивката.                                                                                 |
| 5 месеца      | Държи си главата стабилно. Търси обекти и ги взема. Слагат се обекти в устата. | Радва се, когато говори бебешки.                                  | | |
| 6 месеца      | Премества обекти от едната ръка в другата. Издърпва се, за да седне и седи изправено с помощ. Върти се, за да застане по гръб. Хватателен рефлекс за куб.                                      | Двусрични звуци като 'ма-ма' и 'да-да'                            | Локализира звуци от 45 см странично на другото ухо.                                                                          | Може да покаже срамежливост към непознати.                                                                                          |
| 9 – 10 месеца | Върти се и пълзи. Седи без помощ. Вдига обекти с пръсти. | Бърбори мелодично                                                 | Оглежда се след изтървани играчки                                                                                            | Неспокойно пред непознати |
| 1 година      | Стои право, държейки се за мебел. Стои само за около секунда или две, после пада изведнъж | Бърбори две или три думи постоянно.                               | Пуска играчки и ги наблюдава къде ще отидат.                                                                                 | Сътрудничи в обличането, маха за довиждане, разбира прости команди                                                                  |
| 18 месеца     | Може да върви само. Вдига играчка без да падне. Качва се и слиза по стълби, държейки се за парапета. Започва да скача и с двата крака. Може да построи кула от 3 или 4 куба и да хвърля топка. | 'Жаргон'. Много разбираеми думи                                   | | Търси постоянно майка си. Пие от чаша с две ръце. Храни се само с лъжица. Повечето деца с аутизъм се диагностицират в тази възраст. |
| 2 години      | Способно е да бяга. Върви нагоре-надолу по стълбите с 20 см на стъпка. Слиза и се качва по стълби с двукраки подскоци. Строи кула от 6 куба.                                                   | Прави изречения от две-три думи.                                  | | Паралелна игра. Сухо цял ден. |
| 3 години      | Качва се нагоре по стълби с един крак и слиза надолу едновременно скачайки с двата. Копира кръг, рисува кръст и човек при поискване. Строи кула от 9 куба.                                     | Постоянно задава въпроси. Говори в изречения                      | | Сътрудничи си в играта. Съблича се с помощ. Въображаеми приятели.                                                                   |
| 4 години      | Слиза надолу по стълбите с по един крак на стъпало, може да подскача на един крак. Имитира порта с кубове, копира кръст                                                                        | Чуди се за своята височина. Много инфантилни замествания в речта. | | Облича се и се съблича с помощ. Грижи се за собствените си тоалетни нужди.                                                          |
| 5 години      | Скача на два крака и подскача. Рисува човек и копира триъгълник. Казва си годините. | Гладка реч с няколко инфантилни замени в нея.                     | | Облича се и се съблича само. |
| 6 години      | Копира ромб. Познава ляво-дясно и броя на пръстите. | Гладка реч                                                        | | |

## Спецификации категоризирани при достигната възраст

### 1 – 4 месеца

#### Физически
- Обиколката на главата и гръдния кош са почти равни на част от коремната област.
- Обиколката на главата се увеличава приблизително с 2 см на месец до втория месец, после се увеличава с 1,5 см на месец до четвъртия месец. Увеличаването е важен индикатор за продължаващ растеж на мозъка.
- Продължава да диша, използвайки коремните мускули.
- Задната фонтанела се затваря към втория месец.
- Задната фонтанела се затваря приблизително до 1,3 см.
- Кожата остава чувствителна и раздразнителна.
- Краката изглеждат леко присвити.
- Плаче със сълзи.
- Очите се движат заедно в унисон (бинокулярно зрение).

#### Двигателно развитие
- Сукателният рефлекс е добре развит.
- Гълтателният рефлекс и движенията на езика все още са незрели; продължително отделяне на лиги и невъзможност за преместване на храната в задната част на устата.
- Хватателният рефлекс постепенно изчезва.
- Рефлекса на Ландо се появява към средата на този период; когато детето е с лицето надолу, главата се държи изправена, а краката са изцяло изпънати.
- Хваща с цяла ръка; недостатъчна сила за задържане на нещата. Държи ръце в отворена или в полуотворена позиция.
- Сила на мускулите и подобряващ се контрол; ранните движения са безразборни и резки; постепенно стават по-гладки и по-целенасочени.
- Изправя глава и горната част на тялото на ръце, когато е с лице към земята.
- Върти си главата наляво-надясно, когато е по гръб; към края на този период може да държи главата си изправена и на една линия с тялото.
- Горните части на тялото са по-активни: слага ръце над лицето си, размахва ръце, за да достигне до обекти.

### 4 – 8 месеца

#### Физически
- Обиколките на главата и гръдния кош са в общи линии равни.
- Обиколката на главата се увеличава приблизително с 1 см на месец до 6 – 7 месец, след това с 0,5 см на месец; обиколката на главата продължава да расте постоянно, което е показател за здраве и продължаващ растеж на мозъка.
- Дишането е коремно; нивото на респирация зависи от активността; нивото и моделите варират от дете на дете.
- Започват да се появяват зъби – горни и долни, първи се появяват резци. Венците могат да станат червени и подути, придружено с увеличено слюноотделяне, дъвчене, болка и слагане на обекти в устата.
- Краката могат да станат присвити; присвиването изчезва, когато детето стане по-голямо.
- Появяват се тлъстини по тялото по бедрата, горната част на тялото и врата.
- Установен е истинският цвят на очите.

#### Двигателно развитие
- Рефлексивното поведение се променя.
- Рефлексът на мигането е добре развит.
- Рефлексът за сучене става съзнателен.
- Рефлекса на Моро изчезва.
- Когато се наклони неочаквано, детето протяга ръце като защитна мярка.
- Гълтателният рефлекс се появява и позволява на детето да движи солидно количество храна от предната част на устата към задната, за да я преглътне.
- Вдигане на обекти с пръст и палец.
- Спонтанно се протяга за обекти и с двете ръце; по-късно ги достига с едната или с другата ръка.
- Мести обекти от ръка в ръка; сграбчва обекти, използвайки цялата ръка.
- Държи, разклаща и удря обекти; слага всичко в устата.
- Способно е да държи бутилка.
- Седи самò без подкрепа, държи главата изправена, гърба също и се подпира на ръцете за помощ.
- Застава самò в пълзяща позиция и се повдига на ръце и се избутва с крака под тялото; люшка се напред-назад, но основно не може да се движи напред.
- Вдига глава, когато е поставено по гръб.
- Може да се превърти от легнало положение по гръб или корем.
- Може случайно да тръгне назад, когато е поставено по корем; скоро ще започне да пълзи напред.
- Оглежда се за паднали обекти от 7 месеца.
- Играе ‘peek-a-boo’ игри.
- Не може да разбере „не“ или „опасност“.

### 8 – 12 месеца

#### Физическо
- Нивото на респирация варира според активността.
- Условията на средата, времето, активността и дрехите оказват влияние на телесната температура.
- Обиколките на главата и гръдния кош остават равни.
- Продължава да използва коремните си мускули за дишане.
- Предната фонтанела започва да се затваря.
- Появяват се повече зъби, често в следния ред: два долни резци, после два горни, последвани от още четири резци и два долни кътника, но някои бебета може още да нямат нито един.
- Ръцете и дланите са по-развити от краката и стъпалата (cephalocaudal развитие); дланите са големи спрямо други части на тялото.
- Краката може още да са присвити.
- Продължават да се появяват тлъстини по бедрата, горната част на ръцете и врата.
- Стъпалата са плоски, като свода на ходилото още не е напълно развит.
- И двете очи работят в унисон (истинска бинокулярна координация)
- Може да вижда далечни обекти (на далечина от 4 до 6 м) и да ги посочва.

#### Двигателно развитие
- Достига с една ръка предложен обект или играчка.
- Манипулира с обектите, прехвърляйки ги от едната ръка в другата.
- Открива нови обекти като ги бута с пръст.
- Използва преднамерено хващането като вдига малки обекти, играчки и сочи храната.
- Натрупва обекти; също поставя обекти един в друг.
- Освобождава обекти или играчки чрез хвърляне или пускане; не може умишлено да пусне обект на земята.
- Започва самò да се поставя в стояща позиция.
- Започва да стои самò, накланяйки се на мебели за подкрепа; движи се около препятствия чрез отстъпване встрани.
- Има добър баланс, когато седи; може да сменя позиции без да падне.
- Пълзи на длани и колене; пълзи нагоре-надолу по стълбите.
- Върви с подкрепа от възрастен, държи ръката на възрастния; може да започне да ходи самò.
- Гледа хора, обекти и активност в непосредствената среда.
- Показва осъзнатост за далечни обекти (от 4 до 6 м) като ги посочва.
- Отговаря на тестове за слух (локализиране на глас); обаче изгубва интерес бързо и по тази причина може да е трудно да се тества нормално.
- Следва прости инструкции.
- Достига играчки, които са извън обсега му, но се виждат.
- Разпознава обекти, които са обърнати обратно.
- Пуска неща умишлено и повтаря и гледа обектите.
- Имитира активност като при удар на барабан.

#### Психологическо развитие
Доверие срещу недоверие (Стадии на психосоциално развитие според Ериксън)

### Прохождащо дете (12 – 24 месеца)

#### Физическо развитие
- Теглото е около три пъти от това при раждането.
- Нивото на респирация варира от емоционалното състояние и активност.
- Забавя се нивото на растежа.
- Размера на главата се повишава бавно; расте приблизително 1,3 см на всеки 6 месеца; предната фонтанела е почти затворена към 18 месец и костите на черепа се сгъстяват.
- Обиколката на гръдния кош е по-широка от тази на главата.
- Бързо поникване на зъбите; от 6 до 10 нови зъби се показват.
- Краката все още могат да са присвити.
- Детето започва да губи тлъстините, когато започне да ходи.
- Формата на тялото се променя; има повече преживявания като възрастен; все още е много тежко; изпъкване на коремните мускули, гърбът е прегърбен.

#### Двигателно развитие
- Пълзи умело и бързо.
- Стои право самò със стъпала настрани, краката стоят твърдо, а ръцете са протегнати напред за опора.
- Става на крака без чужда помощ.
- Повечето деца вървят без помощ в края на този период; падат често; не винаги могат да маневрират покрай препятствия, като мебели или играчки.
- Използва мебелите, за да седне на пода; пада назад, за да седне или напред по ръце и тогава сяда.
- Забавлява се да бута играчки или да ги пуска, докато върви.
- Повторяемо вдига обекти и ги хвърля; направлението става все по-свободно.
- Опитва се да бяга; има трудности със спирането и обикновено пада на пода.
- Пълзи нагоре по стълбите на четири крака; слиза надолу в същата позиция.
- Седи на малък стол.
- Носи играчки от едно място на друго място.
- Забавлява се да драска с пастели и маркери; използва всички възможни движения на ръцете.
- Помага да се храни само; забавлява се да държи лъжица (често обърната наобратно) и да пие от чаша; не винаги е точно в слагането на лъжицата в устата, чести са окапванията.
- Помага да се отгръщат страници в книги.
- Слага на куп от 2 до 6 обекта на ден.

#### Когнитивно развитие
- Радва се на действие по криене на обекти.
- Рано в този период, детето винаги търси на едно и също място скрити предмети (ако е наблюдавало скриването на обекта). По-късно търси на няколко места.
- Премества играчка в другата ръка, когато му предложат друга.
- Борави с три или четири обекта като оставя обекта настрана, когато има нова играчка.
- По-рядко слага играчки в устата си.
- Наслаждава се на гледането на картинки от книга.
- Демонстрира разбиране на функционалните взаимоотношения (обекти, които принадлежат един на друг): Слага лъжица в купа и после я използва, ако яде; слага чаена чаша в чинийка и отпива от чашата; опитва се да накара куклата да стои изправена.
- Показва или предлага играчка на друг човек, за да я види.
- Назовава много ежедневно използвани предмети.
- Показва повишено разбиране на пространствено и силуетно разграничаване: поставя геометрични форми в голяма дъска за форми или пъзел.
- Поставя няколко малки неща (блокчета, щипки и други) в кутия или бутилка и после ги изсипва.
- Опитва се да извършва механична работа след като е видяло някой друг да я прави.
- Отговаря с някои лицеви движения, но не може истински да имитира лицеви изражения.
- Повечето деца с аутизъм са диагностицирани на тази възраст.

#### Език
- Създава значителен „жаргон“: събира думи и звуци в модел, изглеждащ като език.
- Holophrastic speech: използва една дума, за да изрази цялото си мислене; значението зависи от окончанията („аз“ може да бъде молба за повече бисквити или желание да се храни самò). По-късно създава фрази от две думи, за да изрази пълното си мислене (телеграфна реч): „Още бисквити“, „Чао, тате“.
- Следва прости инструкции, „Дай на татко чашата“.
- Когато го попитат би посочило познати личности, животни и играчки.
- Разпознава части на тялото, ако някой ги нарече по име: "Покажи ми носа си (пръст, ухо).
- Показва няколко желани обекти и дейности по име: „Чао-чао“, „бисквитка“; вербалните молби често са придружени от настоятелни жестове.
- Отговаря на прости въпроси с „да“ или „не“ и подходящо движение на главата.
- Речта е от 25 до 50 процента по-смислена през този период.
- Намира познати обекти при поискване (ако детето знае местоположението на обектите).
- Придобива и използва от пет до 50 думи; обикновено това са думи, свързани с животни, храна и играчки.
- Използва жестове като посочване или бутане, за да насочи вниманието на възрастните.
- Наслаждава се на рими и песни; опитва да се присъедини.
- Изглежда осъзнато за реципрочните (задните и предните) аспекти на обмен в разговорната реч.

#### Социални
- По-малко се страхува от непознати.
- Помага за вдигане и преместване на играчки.
- Играе си с тях.
- Наслаждава се на това да бъде държано и да му се чете.
- Често имитира действията на възрастните при игра.
- Наслаждава се на вниманието на възрастните; иска да знае, че има възрастен наблизо; дава прегръдки и целувки.
- Разпознава себе си в огледалото.
- Наслаждава се на компанията на друг възрастен, но не играе съвместно с него.
- Започва да отстоява независимостта си; често отказва да сътрудничи в ежедневни рутинни действия, които са били приятни; съпротивлява се при обличане, обуване на обувки, ядене, взимане на баня; опитва се да прави неща самò.
- Може внезапно да избухне, когато нещата отиват на зле или ако е прекалено уморено или фрустрирано.
- Невероятно любопитно за хора и заобикаляща среда; малките деца трябва да се наблюдават внимателно, за да се предотврати евентуалното им попадане в небезопасна ситуация.

#### Психологически
Психологическата стимулация е жизненоважна за малките деца. Игрите започват да стават по-интерактивни.
Децата започват да учат и проявяват независимост, но иронично те споделят това откритие с другите.
Друг важен напредък е активната социална игра с възрастни, включително образци и повторения. Песни, рими и игра с пръсти (паячето ици-бици) са добър начин за окуржаване и стимулиране на този етап от развитието.

### Две години

#### Физическо развитие
- Стойката е по-изправена; коремчето все още е голямо и изпъкнало, гърбът е изкривен, тъй като коремните мускули все още не са напълно развити.
- Честотата на дишане е бавна и постоянна.
- Телесната температура продължава да варира в зависимост от активността, емоционалното състояние и обкръжаващата го среда.
- Мозъкът достига около 80% от крайния си размер.
- 15 млечни зъбчета са почти напълно пораснали.

#### Двигателно развитие
- Може да върви покрай препятствия и ходи по-изправено.
- Клечи дълго време, докато си играе.
- Изкачва стълби без помощ (но не с редуващи се крака).
- Стои на един крак (за кратко време), скача нагоре-надолу, но може да падне.
- През този период започва обучението да ходи на гърне (в зависимост от физическото и неврологично развитие), въпреки че може да се очакват пропуски; детето ще покаже готовност за ходене до тоалетна.
- Хвърля голяма топка изотдолу без да изгуби баланс. Държи чаша в една ръка (най-добре нечуплива). Разкопчава големи копчета, ципове.
- Отваря врати натискайки дръжката.
- Хваща големи пастели в юмрук; драска ентусиазирано по големи парчета хартия.
- Изкачва се на стол, обръща се и сяда.
- Обича да излива и налива различни неща – пясък, вода и други.
- Струпва на куп от 4 до 6 обекта един върху друг.
- Използва крак, за да бута играчки на колела.

#### Когнитивно развитие
- Движенията очи-ръка са по-добре координирани; може да събира и разделя предмети, да поставя големи парчета от мозайка върху дъската.
- Започва да използва обекти за други цели, освен предназначените (може да бута блокче наоколо като кораб).
- Прави проста класификация основана на една характеристика (отделя играчки динозаври от коли).
- Заглежда се за продължително време; изглежда очаровано или завладяно от това да проумее дадена ситуация: къде се е търкулнала тенис топката, къде е изчезнало кучето, какво причинява даден шум.
- Извършва избрани от него действия за дълги периоди от време. Откривайки причината и следствието: стискането на котката я кара да драска и мяука.
- Знае къде трябва да са познатите хора; отбелязва тяхната липса; намира скрити обекти, като търси първо на последното скришно място. (Това е, което Пиаже нарича постоянство на предмета, което обикновено се появява по време на стадия на сензомоторния интелект от теорията на Пиаже за развитие на интелекта.)
- Назовава обекти в илюстрирана книга; може да се преструва, че взема нещо от страницата и го опитва или помирисва.
- Разпознава и изразява болка и къде е нейното местоположение.
- Вероятно използва магическо мислене, като това да вярва, че плюшеното мече е истинска мечка.

#### Езиково развитие
- Обича да му четат, ако му се позволява да участва като показва, издава съответните звуци и разгръща страниците.
- Осъзнава, че езика е ефективен, за да накара другите да отговорят на неговите нужди и предпочитания.
- Използва от 50 до 300 различни думи; речникът му продължава да се увеличава.
- Разчупило е лингвистичния код; с други думи, много от казаното от две годишното дете има значение само за него или за нея.
- Рецептивният език е по-развит, отколкото експресивния; повечето от 2-годишните разбират много повече, отколкото могат да говорят.
- Използва изречения от по три или четири думи; използва условен словоред, за да формира по-завършени изречения.
- Свързва себе си по-скоро с „мен“ или понякога „аз“, отколкото по име: „Мен отива чао-чао“; няма проблем да изрази „мой“.
- Изразява негативни твърдения чрез прибавяне на негативни думи като „не“ или „няма“.
- Непрекъснато пита „Какво е това?“
- Използва някои множествени числа; говори за обекти и събития, не задължително присъстващи (това е когнитивното и лингвистично напредване в развитието).
- Някои заеквания и неравности в говора са обичайни.
- Речта е от 65 до 70 процента разбираема.
- Способно е да изрече нуждите си.

#### Социално и емоционално развитие
- Показва признаци на загриженост и съпричастност; успокоява друго дете, ако се нарани или изплаши; понякога с прекалена привързаност прегръща и целува други деца.
- Продължава да използва физическа агресия, ако е разстроено или ядосано (за някои деца това е по-преувеличено отколкото за други); Обикновено това намалява с подобряване на вербалните умения.
- Гневните избухвания достигат върха си през тази година; не могат да бъдат обяснени, докато детето е обхванато от гняв.
- Нетърпеливи са; трудно им е да чакат или да се редуват.
- Обичат да „помагат“ в домакинската работа; имитират ежедневни действия: може да се опитват да сложат на гърнето плюшената играчка, да нахранят куклата.
- Държат се началнически с родителите и бавачките си; командват ги, изискват нещо, очакват незабавно съгласие от възрастните.
- Наблюдават и имитират играта на другите деца, но рядко се намесват директно; играят си наблизо, често избирайки подобни играчки и занимания (паралелна игра); самостоятелната игра често е обикновена и се повтаря.
- Дава играчки на другите деца, но обикновено си пази играчките; все още си крие играчките.
- Трудно му е да прави избор; иска и двете неща.
- Често е упорито; крещенето на „не“ става автоматично.
- Държи на ритуалите; иска всичко да е „както си е“; нещата да се правят както преди; да се поставят където са си били.

### Три години

#### Физическо развитие
- Растежът е постоянен, въпреки че е с по-бавни темпове в сравнение с първите две години.
- Постоянният ръст може да се предвиди от височната на три години; момчетата са приблизително високи 53% от постоянния си ръст, а момичетата 57%.
- Краката растат по-бързо от ръцете.
- Обиколките на главата и гърдите са равни; главата е по-пропорционална на тялото.
- „Бебешките тлъстинки“ изчезват и вратлето се издължава.
- Стойката е по-изправена, коремчето вече не стърчи напред.
- Краката са леко с обърнати навътре колене.
- Може да скача от ниско стъпало.
- Може да стои и ходи на пръсти.
- Етапът на растеж на млечните зъби е приключил.
- Има необходимост от приблизително 6300 J (1500 калории) на ден.

#### Двигателно развитие
- Може да се изкачва и слиза по стълби с редуване на краката без чужда помощ; да скача от най-долното стъпало, приземявайки се на два крака.
- Може да ходи на един крак, като балансира всеки миг.
- Може да рита големи кръгли предмети.
- Нуждае се от минимална помощ при хранене.
- Скача на място.
- Може да кара малка триколка.
- Може да хвърля топка през глава; целта и разстоянието са ограничени.
- Хваща голяма хвърлена топка с две протегнати ръце.
- Обича да се люлее на люлка (не твърде високо или твърде бързо).
- Използва по-умело пастели и маркери; рисува вертикални, хоризонтални и кръгли линии.
- Държи пастела или маркера между палеца, показалеца и средния пръст (трипръстов захват), не в юмрук както по-рано.
- Може да прелиства по една страница от книга.
- Обича да строи с кубчета.
- Строи кула от осем и повече кубчета.
- Обича да си играе с пластелин, да го мачка, търкаля и стиска.
- Може да започне да използва едната ръка все по-доминантно.
- Носи съд с течност, като например чаша с мляко или кана с вода без да разлива много; излива течност от кана в друг съд.
- Може да се справи с големи копчета и ципове на дрехите.
- Мие и си суши ръцете; мие си зъбите, но не изцяло.
- Обикновено може да контролира напълно ходенето по малка нужда.

#### Когнитивно развитие
- Слуша внимателно истории, подходящи за възрастта му.
- Прави подходящи коментари по време на историите, особено тези, които се отнасят до събития с дома и семейството.
- Обича да разглежда книжки и може да се преструва, че чете на другите или да обяснява картинките.
- Обича истории с гатанки, предположения и „очакване“.
- Речта е разбираема през повечето време.
- Използва разширени съществителни фрази: „голямо, кафяво куче“.
- Използва глаголи в продължително време, множествено число.
- Означава отрицателни като слага „не“ или „няма“ преди просто съществително или глагол: „Не бебе“.
- Отговаря на въпроси свързани с познати предмети и събития: „Какво правиш?“, „Какво е това?“ и „Къде?“

#### Социално развитие
- Подрежда предмети по големина и може да построи пирамида.
- Изглежда разбира редуването един с друг, но не винаги иска да го прави.
- Приятелски е настроено; смее се често; обожава да угажда.
- От време на време сънува кошмари и се страхува от тъмно, чудовища или огън.
- Присъединява се към прости игри и групови дейности, макар и с колебания понякога.
- Често си говори само на себе си.
- Използва символични предмети в играта: дървени кубчета може да са камион, рампа, тояга.
- Наблюдава играта на другите деца; може да се присъедини за кратко време; често играе паралелно с другите деца.
- Защитава играчките и вещите си; може да става агресивно понякога, да грабне играчка, да удари друго дете, да скрие играчка.
- Включва се в игри на ужким самò или с други деца.
- Показва съчувствие към по-малки деца или такива, които са наранени.
- Сяда и слуша истории до 10 минути; не пречи на другите деца, които слушат истории, и негодува, когато на него му пречат.
- Може все още да е привързано към любимо специално одеялце, плюшена или друга играчка.

### Четири години

#### Физическо развитие
- Обиколката на главата обикновено не се мери след тригодишна възраст.
- Има нужда от около 1700 калории на ден.
- Слухът може да се оцени според коректното използване от детето на звуците и езика, както и от правилното следване на дадените му инструкции и отговори на въпроси.

#### Двигателно развитие
- Ходи по права линия (очертана с въже или тебешир на пода).
- Скача на един крак.
- Кара колело и държи посоката с увереност; заобикаля ъгли, избягва препятствия и насрещен „трафик“.
- Катери се по стълби, дървета, детски конструкции.
- Прескача предмети на 12 до 15 см височина, приземява се с двата крака едновременно.
- Бяга, тръгва и спира, движи се около препятствия с лекота.
- Хвърля топка през глава; разстоянието и целта се подобряват.
- Строи кули с десет и повече кубчета.
- Прави форми и предмети от пластелин: сладки, змии, прости животни.
- Възпроизвежда някои форми и букви.
- Държи пастел или маркер с трипръстов захват.
- Рисува и чертае целенасочено; може да има идея на ум, но често се затруднява да я възпроизведе, поради което нарича произведението си по друг начин.
- Става по-точно в уцелването на гвоздеи и пирони с чук.
- Нанизва малки дървени топчета на конец.
- Може да бяга в кръг.

#### Когнитивно развитие
- Може да разпознае, че някои думи звучат подобно.
- Познава 18 до 20 главни букви. Може да пише няколко букви.
- Някои деца започват да четат по-прости книжки, като буквари с по няколко думи на страница и много картинки.
- Обича истории за това как растат и работят нещата.
- Забавлява се с игри на думи, измисляйки си смешен език.
- Разбира концепциите за „най-висок“, „най-голям“, „еднакъв“, и „повече“, избира картинката която има „най-много къщи“ или „най-големите кучета“.
- Механично брои до 20 и повече.
- Разбира последователността на ежедневните събития: „Когато станем сутринта се обличаме, закусваме, измиваме си зъбите и отиваме на училище’“
- Когато разглежда картинки може да разпознае и открие липсващи части от пъзела (на човек, кола, животно).
- Много добри разказвачи на истории.
- Преброява от 1 до 7 обекта на високо, но не винаги в правилен ред.
- Следва две до три стъпкови инструкции, дадени индивидуално или в група.
- Може да слага окончания за минало време на всеки глагол.

#### Езиково развитие
- Използва предлозите „на“, „в“ и „под“.
- Постоянно използва притежателни местоимения: „нейни“, „техни“, „на бебето“.
- Отговаря на „Чии?“, „Кой?“, „Защо?“, и „Колко?“
- Използва сложни структури в изречение: „Котката се мушна под къщата преди да успея да видя каква е на цвят.“
- Речта е почти напълно разбираема.
- Започва правилно да използва минало време на глаголите: „Мама затвори вратата“, „Тате отиде на работа.“
- Говори за действия, събития, предмети и хора, които не са присъстващи.
- Променя тона на гласа си и структурата на изречението, според нивото на разбиране на слушателя: към братчето си бебе „Свърши мляко?“, към майка си, „Бебето всичкото мляко ли си изпи?“
- Знае си първото и последното име, пола, имената на братята и сестрите, и понякога телефонния номер.
- Отговаря подходящо, когато го питат какво да прави, когато е уморено, гладно или му е студено. Рецитира и изпълнява лесни песни и рими.

#### Социално развитие
- Дружелюбно; приятелски настроено; прекалено ентусиазирано на моменти.
- Настроението му се сменя бързо и непредсказуемо; в един момент се смее, в следващия плаче; може да блъска ядосано при минимално раздразнение (структура от кубчета, която не иска да стои); цупи се, ако го изоставят.
- Въображаеми приятели или присъстващи са често срещано явление; води разговор и споделя силни емоции с този невидим приятел.
- Хвали се, преувеличава и изопачава истината с измислени истории или твърдения за смелост; тества границите.
- Сътрудничи си с другите; участва в групови дейности.
- Показва, че се гордее с постиженията си; често търси одобрението на възрастните.
- Често изглежда егоистично; не винаги може да разбере вземането на ред, или го разбира при някои условия; клюкари другите деца.
- Настоява да прави нещата независимо, но може така да се разстрои, че да е на границата да избухне, когато възникне проблем: боя, която капе, хартиен самолет, който не се сгъва правилно.
- Обича ролевите игри и игрите на ужким.
- Разчита (през повечето време) на вербалната, отколкото на физическата агресия; по-скоро ще крещи ядосано, отколкото да удари; заплашва: „Не може да дойдеш на рождения ми ден“.
- Наричането по име и дразненето често се използват като начини да изключи другите деца.
- Завръзва близки приятелства с другарчетата в игрите си; започва да има „най-добър“ приятел.

#### Психологическо развитие
Трети етап, „възрастта на игрите“, или по-късно предучилищните години. През това време, здраво развиващите се деца научават: (1) да си въобразяват, да развиват уменията си чрез активни игри от всякакъв вид, включително измислените; (2) да си сътрудничат с другите; (3) да водят, както и да следват. Задържани от вина те: (1) се страхуват; (2) разчитат на участия в групи; (3) продължават да зависят прекалено от възрастните, и (4) са ограничени едновременно в развитието на уменията за игра, както и въображението си.

### Пет години

#### Физическо развитие
- Размера на главата е приблизително колкото този на възрастен.
- Млечните зъби може да започнат да падат.
- Пропорциите на тялото са като на възрастен.
- Необходими са приблизително 7500 J (1800 калории) на ден.
- Визуалното проследяване и бинокулярното зрение са добре развити.

#### Двигателно развитие
- Ходи назад, стъпвайки от пръсти до пета.
- Слиза и се качва без помощ по стълби с редуване на краката.
- Може да се научи да прави салто (трябва да се научи как е правилно да се прави, за да се избегнат наранявания).
- Може да стигне пръстите на краката си без да свива колене.
- Ходи по гимнастическа везна.
- Учи се да подскача използвайки различно краката си.
- Улавя топка, хвърлена от 1 м разстояние.
- Кара триколка или друга играчка на колела с бързо и умело управление; някои деца се научават да карат колело на две гуми, обикновено с помощни колелета.
- Може да подскача напред десет пъти поред без да падне.
- Може добре да балансира на един крак за десет секунди.
- Строи триизмерни конструкции с малки кубчета, гледайки от снимка или модел.
- Може да нарисува и начертае много форми и букви: квадрат, триъгълник, А, И, О, Е, В, Г, Л, Т.
- Добре държи молив или маркер; може да започне да оцветява нещо в рамките на даден контур.
- Може да изрязва по линия с ножица (не идеално).
- Вече може да се каже коя ръка е доминантна.

#### Когнитивно развитие
- Може да сглоби квадрат от две триъгълни форми.
- Строи стълби с малки блокчета.
- Разбира значението на еднаква форма, еднакъв размер.
- Сортира предмети по два признака, като цвят и форма.
- Подрежда различни предмети в една група, така че всички да имат един общ признак (умения за класификация: всички предмети са за крака, или са лодки, или животни).
- Разбира значението на „най-малък“, „най-къс“; подрежда предмети по ред от най-къс до най-дълъг, от най-малък до най-голям.
- Намира предмети с определена серийна позиция: първи, втори, последен.
- Механично брои до 20 и повече; много деца могат да броят и до 100.
- Познава числата от 1 до 10.
- Разбира значението на „по-малко от“: „Коя кана има по-малко вода?“
- Разбира значението на думите „тъмно“, „светло“, „рано“: „Станах рано, преди всички. Още беше тъмно.“
- Съотнася времето на часовника към дневния режим: „Когато малката стрелка посочи 5, е време да включим телевизора.“
- Някои деца могат да кажат колко е часа: 5 часа, 2 часа.
- Знае за какво служи календара.
- Разпознава монетите; започва да брои и да спестява монети.
- Много деца знаят азбуката и имената на малките и големите букви.
- Разбира значението на „половин“: може да каже колко парчета и предмета има, когато са разрязани на половина.
- Задава неколичествени въпроси: Защо? Какво? Къде? Кога?
- Нетърпеливи да учат нови неща.

#### Езиково развитие
- Има речник от 1500 думи и повече.
- Разказва позната приказка, докато гледа картинките в книжка.
- Определя прости думи според функцията им: подскача топката, спи се в леглото.
- Разграничава и знае имената на четири до осем цвята.
- Разпознава смешното в обикновени шеги; измисля си шеги и гатанки.
- Казва изречения с пет до седем думи; по-дълги изречения не са необичайни.
- Знае имената на родния си град, рождения си ден и имената на родителите.
- Отговаря подходящо по телефона; вика някой, когото търсят по телефона, или му предава кратко съобщение.
- Речта е почти напълно разбираема.
- Използва подходящо глаголи за бъдеще време.
- Използва неправилни глаголи в минало време.
- Използва правилни глаголи в минало време.

#### Социално развитие
- Обича и често има един или двама близки приятели.
- Играе в отбор (може да отстъпва), щедро е, поема ред, споделя си играчките.
- Участва в групови игри и общи занимания с други деца; предлага с въображение сложни идеи за игри.
- Показва привързаност и загриженост към другите, особено тези, които са „под“ него, или страдат.
- Като цяло се подчинява на молбите на родител или детегледач.
- Има нужда от комфорт и увереност от страна на възрастните, но е по-малко отворено към това да създава комфорт за друг.
- По-добре контролира смяната на настроенията си.
- Обича да забавлява и разсмива хората.
- Гордее се с постиженията си.

### Шест години

#### Физическо развитие
- Нарастване на теглото поради значително увеличение на мускулната маса.
- Сърдечният ритъм и честотата на дишане са близки до тези на възрастен.
- Тялото може да изглежда върлинесто, като в период на бърз растеж.
- Млечните зъби започват да се сменят с постоянните, започвайки с двата предни горни.
- Острота на зрението 20/20; ако е под 20/40 трябва да се направи консултация със специалист.
- Най-често срещаният зрителен проблем в този етап от детството е късогледството (Бърк, 2007)
- Изразходва 6700 J до 7100 J (1600 до 1700 калории) на ден.

#### Двигателно развитие
- Има все по-добър контрол над двигателните си умения; движенията са по-точни и съзнателни, въпреки че още е налице малко несръчност.
- Обича енергично да тича, скача, катери и хвърля.
- Не може да стои спокойно.
- Времето, през което има внимание, нараства; работи по задания за по-дълги периоди от време.
- Може да концентрира усилията си, но не винаги последователно.
- Разбира времето (днес, утре, вчера) и обикновени движения (някой неща стават по-бързо от други).
- Различава сезоните и основните дейности през всеки от тях.
- Забавлява се с разрешаване на задачи и различни дейности по сортиране, като подреждане, пъзели и лабиринти, които включват свързване на букви и думи с картинки.
- Разпознава да чете някои думи, опитва се да учи думи.
- В някои случаи детето може да чете добре.
- Обича да кара колело, да плува, да се люлее, да рита топка.
- Обича да прави разни неща.
- Размества или обърква някои букви.
- Може да проследява обекти.
- Сгъва и реже хартия в прости форми.
- Може да връзва връзки, върви (на обувки например).

#### Езиково развитие
- Може да разпознава сравнително вярно дясна и лява ръка.
- Поддържа положителните си убеждения, включително за необясними неща (магия или фантазия).
- Достига до някакво разбиране за смъртта и умирането; изразява страх, че родителите могат да умрат.
- Много говори.
- Обича да разказва шеги и гатанки, често хумора не е много умел.
- Експерименти с жаргон и ругатни и го намира за смешно.
- Ентусиазирано и любознателно за обкръжението и всекидневните събития.
- Може да води разговор като възрастен, задава много въпроси.
- Научава от 5 до 10 думи на ден; има речник от 10 000 – 14 000 думи.
- Използва подходящи граматични времена, словоред и структура на изречението.
- Използва повече езикова, отколкото гневна или физическа агесия, за да изрази недоволство: „Това е мое! Върни ми го, глупак.“
- Говори си на глас стъпките, които трябва да направи в обикновени ситуации по разрешаване на някакви проблеми (въпреки че „логиката“ може да е неразбираема за възрастните).
- Сменя настроението си към този, който се грижи за него в зависимост от деня си.
- Приятелството с родителите е по-малко зависимо, но все още се нуждае от близост и насърчаване.
- Грижи се да доставя удоволствие на другите; нуждае се и търси одобрение, уверение и наградата на възрастните; може да се оплаква в повече за дребни наранявания, за да получи повече внимание.
- Често не може да види света от гледната точка на другите.
- Личното възприемане на неуспеха може да направи детето разочаровано и измамено.
- Не може да се справи с неща, които не са в реда си.
- Не разбира етиката и моралните стандарти, особено когато прави неща, за които не са зададени правила.
- Разбира, когато се държи „лошо“; ценностите са основани на чуждите наложени ценности.
- Може да започне да се страхува от непознати неща, като неща в тъмното, шумове и животни.